# Amauroascus verrucosus
Amauroascus verrucosus är en svampart som först beskrevs av Eidam, och fick sitt nu gällande namn av Joseph Schröter 1893. Amauroascus verrucosus ingår i släktet Amauroascus och familjen Onygenaceae.   Inga underarter finns listade i Catalogue of Life.